# Gytha Thorkelsdóttir
Gytha Thorkelsdóttir eller Gyda Torkelsdotter, död efter 1067, var en engelsk adelskvinna, dotter till den danska stormannen Torgils Sprakalägg och syster till Ulf Torgilsson och Eilaf Jarl.
Hon gifte sig före år 1020 med den anglosaxiske adelsmannen Godwin av Wessex. Bland deras barn fanns Harald II av England och Tostig Godwinson. Hon blev änka 1053. 
Hennes söner föll i striderna om den engelska tronen under år 1066. Hennes söner Harald II och Tostig möttes i slaget vid Stamford Bridge, och tre månader senare dog tre av hennes söner, Harald, Gyrth och Leofwine. Efter slaget vid Hastings befann hon sig i Exeter och var möjligen en centralfigur och orsaken till att staden gjorde uppror mot Vilhelm Erövraren, som belägrade den 1067. Hon vädjade utan framgång om att få sin son Haralds döda kropp utlämnad. Efter den normandiska segern konfiskerades hennes och familjens egendom av Vilhelm Erövraren och Gytha Thorkelsdóttir lämnade England tillsammans med många andra änkor och familjemedlemmar till andra framträdande fallna anglosaxiska adelsmän. 
Hennes vidare liv är inte känt, men hon förmodas ha rest till Danmark, där hon hade släkt. 